# Clastoptera stolida
Clastoptera stolida är en insektsart som beskrevs av Philip Reese Uhler 1864. Clastoptera stolida ingår i släktet Clastoptera och familjen Clastopteridae. Inga underarter finns listade i Catalogue of Life.